# Sachsen Radio

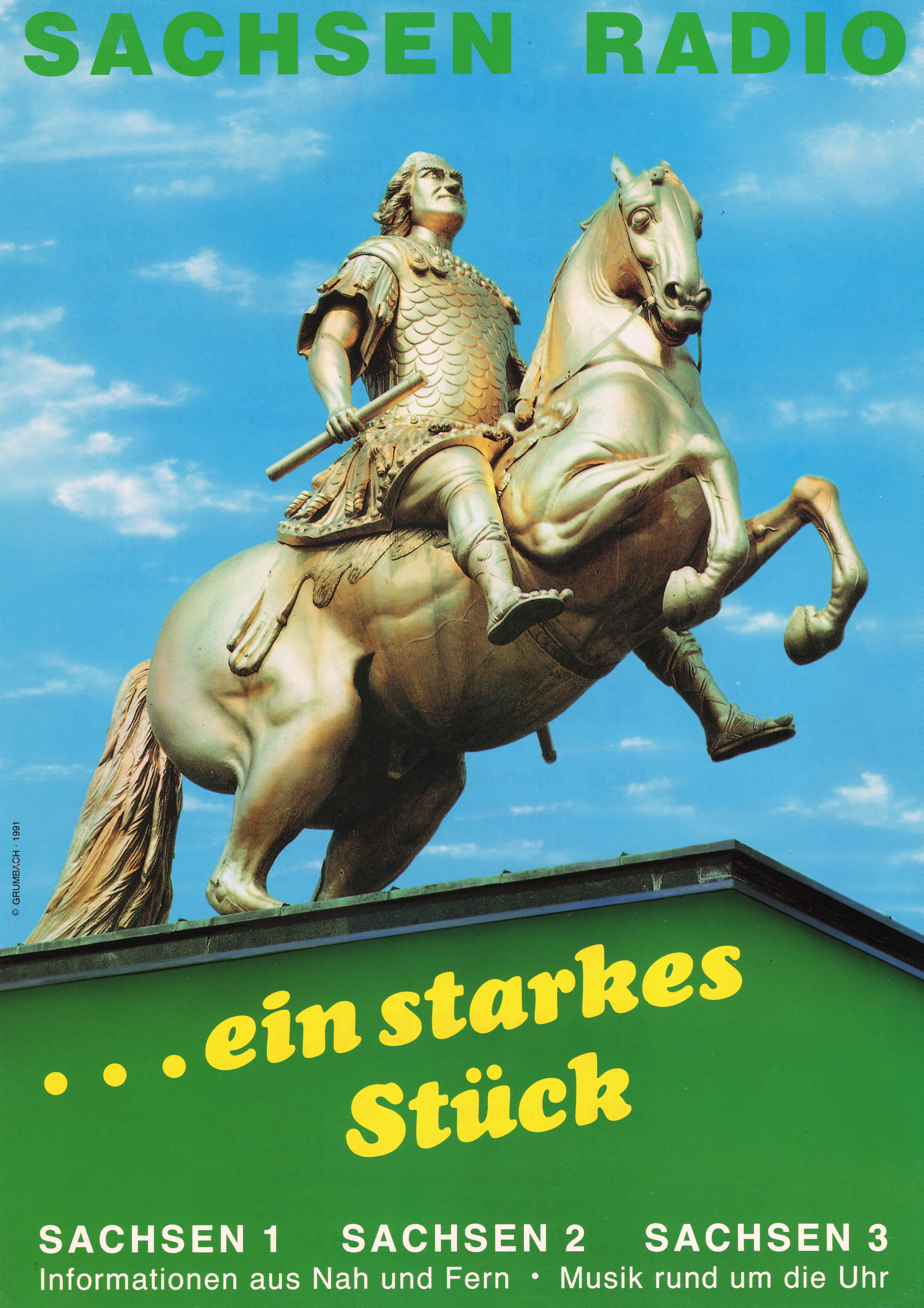
Sachsen Radio Plakat Sticker 1990 Grafik Lutz Grumbach

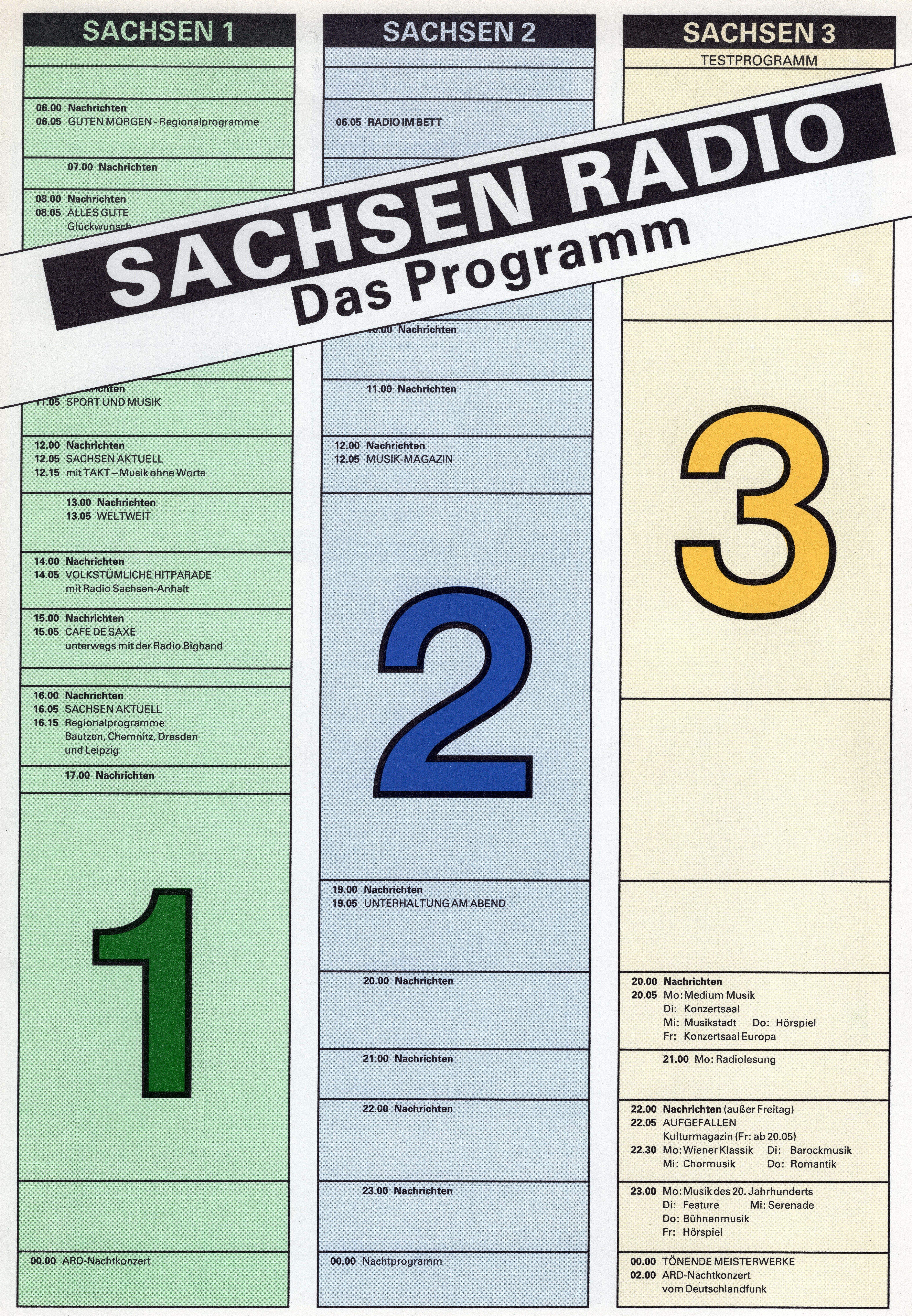
Sachsen Radio Programmfaltblatt 1991, Seite 1

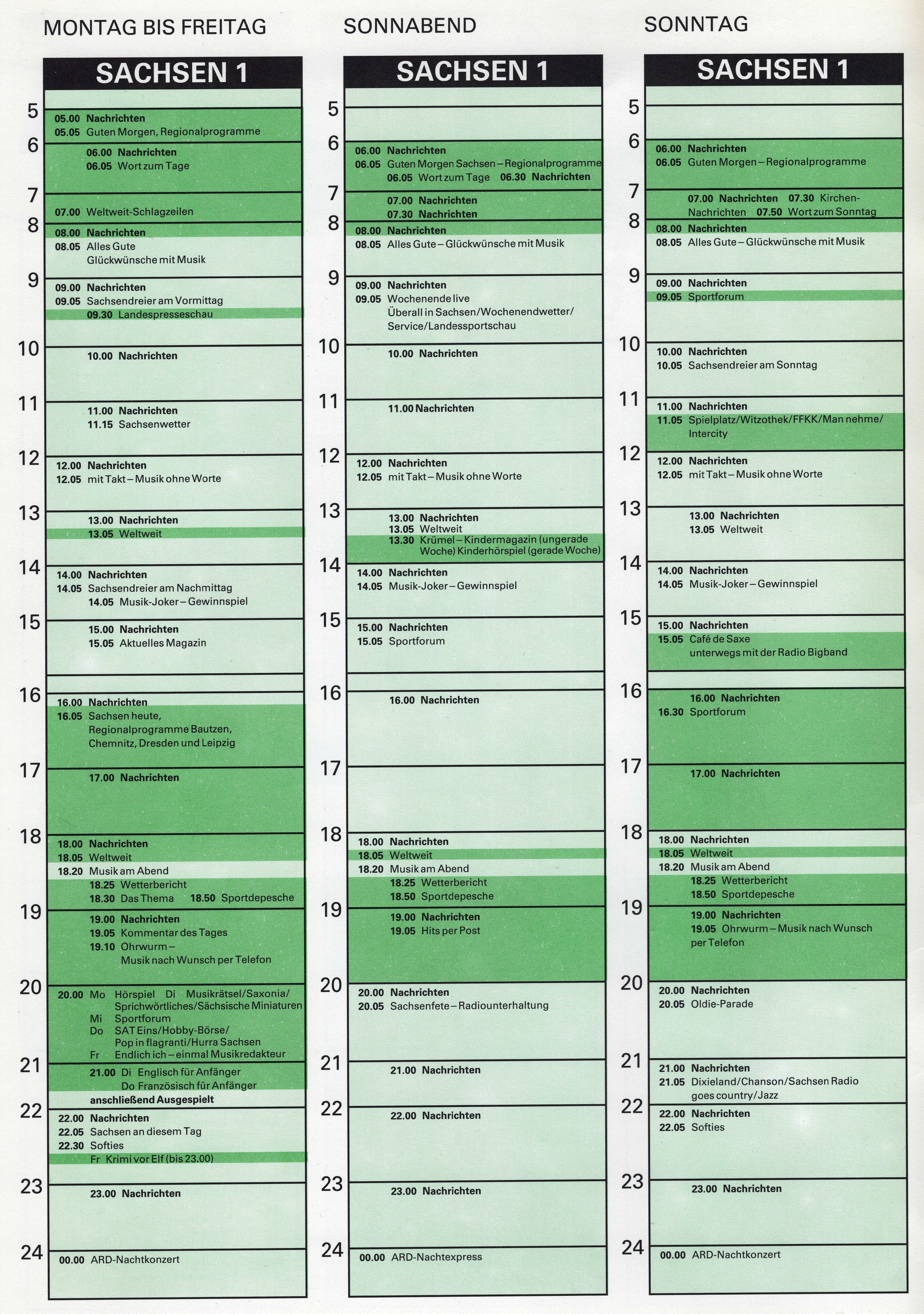
Sachsen Radio Programmfaltblatt 1991 Seite 2

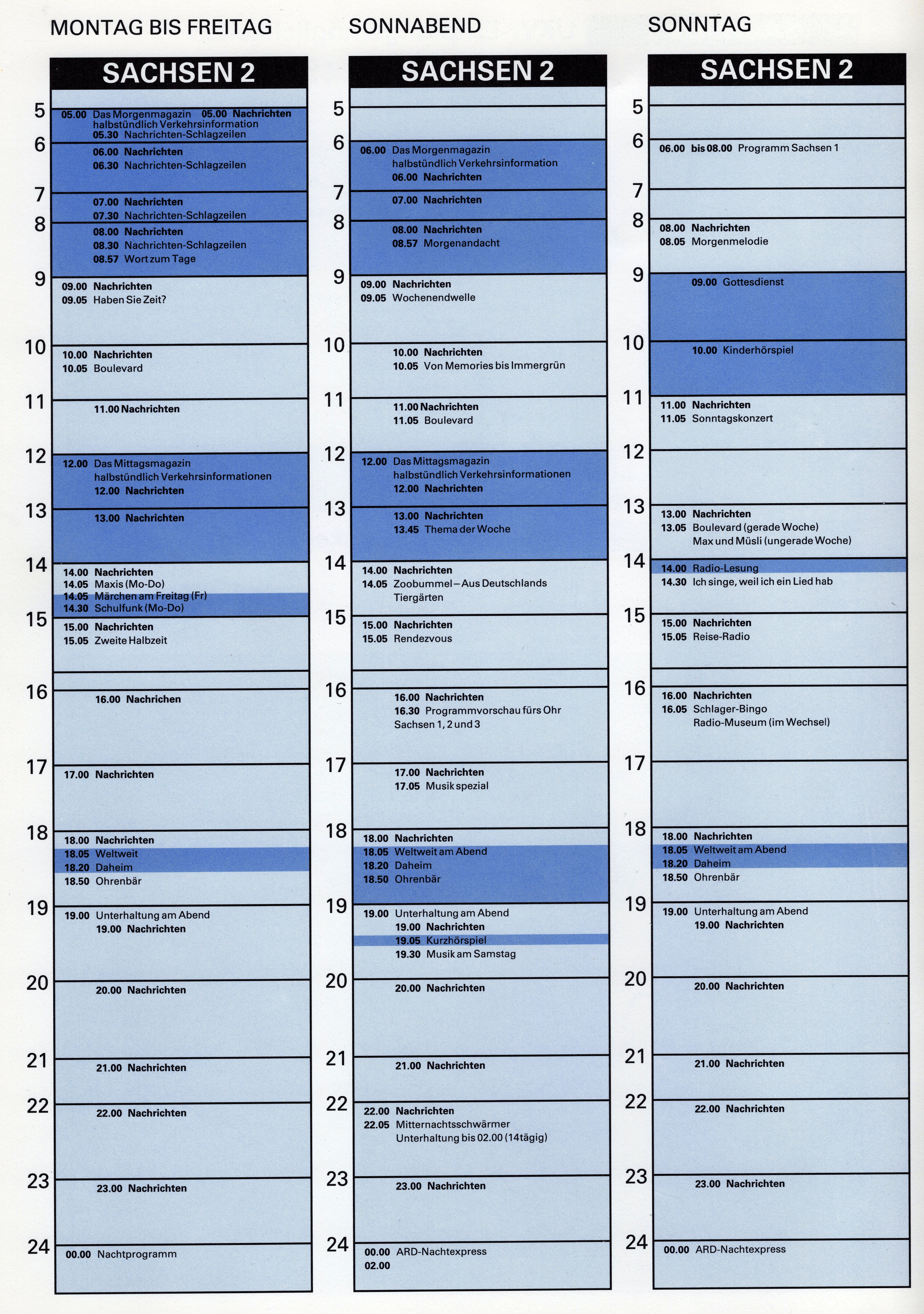
Sachsen Radio, Programmfaltblatt 1991, Seite 4

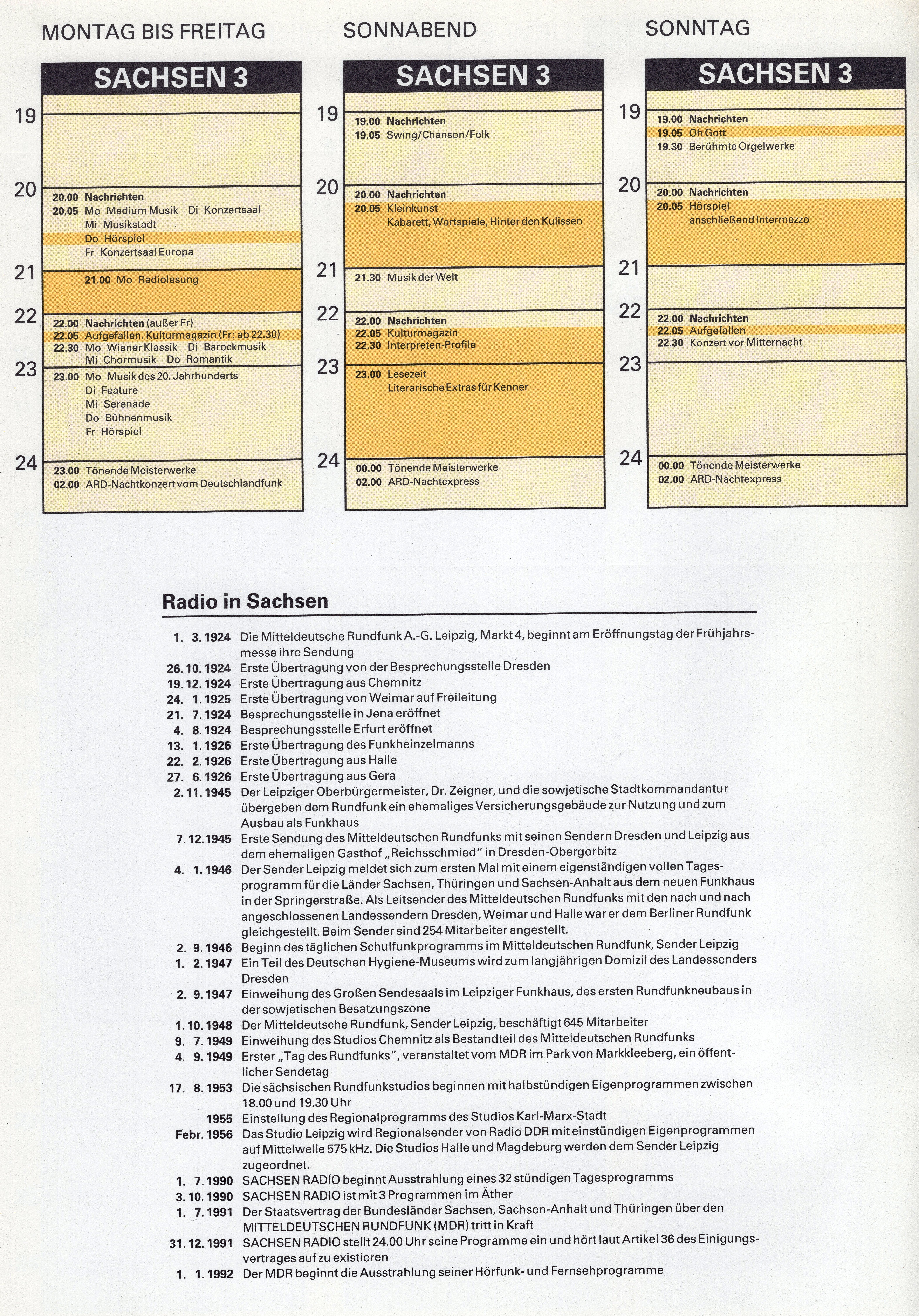
Sachsen Radio, Programmfaltblatt 1991, Seite 6

Sachsen Radio sendete vom 1. Juli 1990 bis 31. Dezember 1991 auf dem Gebiet des späteren Freistaates Sachsen sein Programm auf den ehemaligen Frequenzen von Radio DDR II. Das Programm war der direkte Nachfolger zu den ehemaligen Bezirkssendern in Leipzig, Dresden und Chemnitz/Karl-Marx-Stadt sowie dem Studio Bautzen für sorbische Hörer. Sachsen Radio sendete sein Programm aus dem Leipziger Funkhaus Springerstraße, in dem ab 1992 auch der Hörfunk des Mitteldeutschen Rundfunks (MDR) untergebracht war.

## Geschichte
Als auf Beschluss der Generalintendanz des DDR-Rundfunks per 30. Juni 1990 die an Radio DDR gekoppelten Bezirkssender Leipzig, Dresden und Chemnitz aufgelöst und in den Bestand des ab 1. Juli 1990 existierenden Senders Sachsen Radio überführt worden waren, entwickelte sich hier eine von den anderen Regionalstudios wie etwa Cottbus, Magdeburg, Rostock, Schwerin etc. in Umfang und Stärke unterscheidende Dynamik. Sie gründete sich zum einen auf dem rundfunkgeschichtlichen Faktum, dass Leipzig, als zweiter ab März 1924 existierender deutscher Hörfunkstandort mit dem ältesten Rundfunkorchester Deutschlands eine große künstlerische wie technische Potenz für Eigenproduktionen von Programminhalten aufwies, die auch bereits zwischen 1946 und 1952 – in der zweiten Ära des MDR – eine souveräne Fortentwicklung erfuhr und zum anderen auf dem Umstand, dass die Art und Weise, wie das regionale Radio in Leipzig – vor allem durch die am 9. Oktober 1989 geschehene Aufnahme und Ausstrahlung des von Kurt Masur verlesenen Aufrufs zu Gewaltfreiheit – Verdienste, Vertrauen, Selbstbewusstsein und publizistische Teilhabe im Prozess der Friedlichen Revolution erworben hatte.
Bereits am 18. Juni 1990 war der Journalist Manfred Müller unter der Regierung von Ministerpräsident Lothar de Maizière zum Landesrundfunkdirektor des Landes Sachsen berufen worden. Müller, dem die betriebswirtschaftliche, personelle und programmliche Hoheit weitgehend übertragenen worden war, engagierte sich für das von der Zentralgewalt des ehemaligen DDR-Rundfunks emanzipierende Sachsen Radio, wie es von den Belegschaften seiner Funkhäuser bereits ab Jahresbeginn 1990 gefordert worden war. In der zehn Monate währenden Amtszeit Müllers gelang es ihm, aus einem Regionalstudio, das vordem täglich elfstündige Programmfenster für Radio DDR II zugeliefert hatte, eine Sendeanstalt mit zweieinhalb Vollprogrammen – Sachsen 1, Sachsen 2 und Sachsen 3 – und insgesamt 77 Programmstunden pro Tag zu formieren.
Die Geschäftsleitung unter Müller konsolidierte den Klangkörper-Bereich mit dem Rundfunk-Sinfonieorchester Leipzig unter Max Pommer – Produzentin: Helga Kuschmitz, dem Rundfunkchor Leipzig unter Gert Frischmuth – Produzent: Winfried Stanislau, der Radio-Philharmonie Leipzig unter Horst Neumann – Produzent: Michael Oehme, dem Rundfunk-Blasorchester Leipzig – Produzent: Martin Färber, der Radio-Bigband Leipzig unter Eberhard Weise und Walter Eichenberg – Produzent: Harry Nicolai und dem Rundfunk-Kinderchor Leipzig unter Gunter Berger. Tonmeister: Erich Götze, Matthias Behrendt, Christian Czerny, Martin Hertel, Mario Klement, Günter Neubert, Helga Taschke, Gundolf Weber u. a. Von Müller eingesetzte und teilweise neu angestellte Verantwortungsträger waren: Finanzwirtschaft – Kristina Wandt, Honorare und Lizenzen – Peter Schwarzlose, Programmwirtschaft – Rolf Garmhausen, Programm- und Sendeleitung – Ingrid Dietrich, Personalbüro – Gisela Banach, Pressestelle/Öffentlichkeitsarbeit – Dagmar Winklhofer, Studiotechnik – Peter Schiffel, Verwaltung/ Hauswirtschaft – Bettina Heß.
Zu Sachsen Radio gehörten die Regionalstudios im Funkhaus Dresden (Leitung: Dieter Arnhold; Redaktion: Eberhard Jenke, Wolfgang Schiel; Technik: Hans-Peter Landrock), im Funkhaus Chemnitz (Leitung: Frank Uhlig; Technik: Wolfgang Werwitz), im Landesstudio Bautzen (Leitung: Helmut Richter; Technik: Lucian Kubitz) und das Leipziger Funkhaus Springerstraße (Leitung: Manfred Müller; Büroleitung: Brigitte Köhler, Sigrid Kurze, Elke Streicher; Chefredakteur: Jürgen Vogel) mit den dazugehörigen vier Orchestern, zwei Chören und dem Hörspielbereich (Leitung: Matthias Thalheim).
Inklusive der 359 Musiker, 148 Techniker, 49 Verwaltungs-/ 27 Versorgungskräften hatte Sachsen Radio per 1. Januar 1991 an vier Standorten einen Personalbestand von insgesamt 843 Mitarbeitern.
Müller organisierte für die nötigen Modernisierungs- und Erweiterungsnotwendigkeiten Aufbaukredite – darunter ein Darlehn über 6 Millionen DM von der Werbetochter des Bayerischen Rundfunks, das bereits nach acht Monaten durch Mittel der auf Sachsen Radio ausgestrahlte Rundfunkwerbung getilgt wurde. – und holte sich erfahrene Mitarbeiter aus der Bundesrepublik Deutschland in sein Direktorium: als technischen Direktor Werner Hinz vom Deutschlandfunk, den Erfinder des Hinz-Trillers für den ARI-Verkehrsfunkdecoder, Detlef Kühn vom Gesamtdeutschen Institut ab 15. November 1990 als Verwaltungsdirektor und als Chefredakteur Uwe Eckhard Böttger vom Deutschlandfunk. Pensionär Hinz hatte sich bereit erklärt, bei Erstattung der Aufwandskosten bis Ende 1991 ohne ein Gehalt in Sachsen tätig zu sein. Während sich die ARD – mit Ausnahme des Bayerischen Rundfunks – in programmliche Zusammenarbeit nur zögernd einwilligte, stellte BBC London sofort ihr Netz deutschsprachiger Korrespondenten zur Verfügung und gab der Deutschlandfunk Unterstützung beim Aufbau einer Nachrichtenredaktion.
Am 19. April 1991 wurde Manfred Müller vom Rundfunkbeauftragten der Einrichtung gemäß Artikel 36 des Einigungsvertrages, Herrn Rudolf Mühlfenzl entlassen. Bis zur endgültigen Abwicklung per 31. Dezember 1991 lag die Leitung von Programm und Personal in den Händen des Verwaltungsdirektors Detlef Kühn und des kommissarischen Landesrundfunkdirektors Detlef Rentsch. Mit der Novelle des Rundfunkstaatsvertrages für die fünf neuen Bundesländer nach der Wiedervereinigung wurde am 31. Mai 1991 der MDR als Dreiländeranstalt für die Bundesländer Sachsen, Sachsen-Anhalt und Thüringen gegründet. Am Mittwoch, dem 1. Januar 1992, nahmen die Programme des Mitteldeutschen Rundfunks ihren Sendebetrieb auf. Das Sachsen Radio fand seine Nachfolger vor allem in MDR 1 Radio Sachsen und in MDR Kultur, für das Sachsen Radio-Mitarbeiter unter der Leitung von Klaus Dylus (Musikchef Thüringen Radio), Steffen Lieberwirth (Hauptabteilungsleiter Kultur bei Sachsen Radio) und Horst Makrinus (Musikchef Radio Sachsen-Anhalt) bereits am 10. Juli 1991 eine erste Programm-Konzeption, in der sie es noch MDR 3 nannten, erarbeitet und dem Gründungsintendanten des Mitteldeutschen Rundfunks als Vorschlag zugeleitet hatten.

## Programme
Ab 1. Juli 1990 Sachsen Radio strahlte mit Sachsen 1 zunächst nur ein Regionalprogramm für Sachsen aus. Das Programm bestand im Wesentlichen aus aktuellen regionalen Informationen, Schlagern, Pop und Unterhaltung. Bekannteste Sendung war der „Sachsendreier“. In den Morgen- und Nachmittagsstunden wurde das Programm regional nach Leipzig, Dresden und Chemnitz auseinandergeschaltet. Somit entstand ein Programmumfang von 32 Sendestunden pro Kalendertag.
Bekannte Moderatoren, Reporter und Sprecher dieser Ära waren: Günter Bormann, Maria Dahms, Heidi Eichenberg, Peter Eichler, Else Förster, Barbara Friderici, Jürgen Heise, Manfred Hofmann, Hansdieter Hoyer, Hubert Knobloch, Jürgen Lafeld, Peter Liersch, Werner Lindner, Simone Morawietz, Regine Schneider, Maria Schüler, Juergen Schulz, Beate Tietze, Detlef Voppmann, Manfred Wagenbreth, Thorsten vom Wege, Walter Weitz, Michael Zock u. a.
Drei Monate später gingen am 3. Oktober 1990 das Vollprogramm Sachsen 2 und das Abendprogramm Sachsen 3 auf Sendung. Improvisation wurde bei Sachsen Radio großgeschrieben. Da es an Senderäumen fehlte, wurden im Funkhaus und in einem Nachbarhaus kurzerhand Büros entsprechend umgebaut. So beherbergte beispielsweise ein einfaches Zimmer den Sprecherraum für das Kulturprogramm, als Regieraum diente ein Ü-Wagen im Hof, Sichtkontakt zur Technik bestand nur über einen Monitor.
Sachsen 2 war zunächst als Kultur- und Klassikprogramm konzipiert, später bekam das Programm ein „Morgenmagazin“ und ein „Mittagsmagazin“, welches stark an die Magazinsendungen der westdeutschen öffentlich-rechtlichen Hörfunksender WDR 2 oder SWF3 erinnerte. Allerdings behielt Sachsen 2 die übrige Sendezeit einen Informations- und Kulturcharakter und sendete Features, Diskussionsrunden und ausgewählte Musik.
Sachsen 3 war zunächst als Pop- und Jugendwelle konzipiert, sendete aber aufgrund von Frequenzsplit mit den nationalen Programmen von Radio aktuell nur von 19 bis 24 Uhr. 19 Uhr begann das Programm mit der Sendung „Powerplay“ – im Anschluss folgte um 22 Uhr die Sendung „Moonwalker“. Einer der bekanntesten Moderatoren bei Sachsen 3 war Frank Schmidt, der später auch für MDR Life hinter dem Mikrofon saß. Am 1. März 1991 änderte sich die Programmfarbe von Sachsen 3 grundlegend. Da das Programm ohne Genehmigung des damaligen Rundfunkbeauftragten Rudolf Mühlfenzl auf Sendung ging, drohte die Abschaltung. Quasi in Nacht- und Nebelaktionen entwickelte binnen weniger Februartage eine Handvoll eingeweihter Redakteure klammheimlich ein Programmschema für einen Kultursender. Sachsen 3 – Kultur stand aufgrund seiner programmlichen Veränderungen nun weiterhin eine tägliche Sendezeit von 19 bis 2 Uhr nachts zur Verfügung.

## Wichtige Eigenproduktionen
Rednerwettbewerb
- Liebes Volk! – Redezeit für Radiohörer, Wöchentliche Sendung mit insgesamt 37 Reden (jeweils ca. 12 min.) von Hörern – Redaktion: Gerhard Rentzsch. 3. Oktober 1990 bis 27. Februar 1991, sonntags 12.30 Uhr, Sachsen 2; Wiederholung: mittwochs 22.05 Uhr, Sachsen 2 sowie 2. März 1991 bis 23. Juni 1991, sonnabends 19.05 Uhr, Sachsen 3; Wiederholung: Sonntags 12.30 Uhr, Sachsen 2. Wurde von MDR KULTUR bis 1994 fortgesetzt – Redaktion: Ulrich Griebel – und in Buchform dokumentiert.[9]

Hörspiele (Auswahl)
- Ralph Oehme/Karl-Heinz Schmidt-Lauzemis: Stille Helden siegen selten, Originaltonhörspiel, Regie: Die Autoren, Koproduktion: hr/Sachsen Radio/SFB 1990, Sendung: 11. Oktober 1990, Sachsen 1, 22.00 Uhr[11]
- Norbert Marohn: Klappe zu mit Götz Schulte, Wolfgang Winkler, Siegfried Worch, Regie: Joachim Staritz
- Erich Loest: Ein Freund weniger mit Klaus-Peter Thiele, Marie-Anne Fliegel, Regina Jeske u. a., Regie: Peter Groeger, Koproduktion: Sachsen Radio/WDR 1991[12]
- Claude Prin: Tragödien, Bearbeitung: Thomas Fritz, mit Michael Maertens, Anne Bennent, Angelika Thomas, Bernhard Schütz, Katrin Klein, Komposition: Klaus Buhlert, Regie: Jörg Jannings, Koproduktion: NDR/Sachsen Radio 1991
- Kurt Drawert: Nirgendwo tot sein, Emma, Fragment mit Wolf Goette, Ellen Hellwig, Marylu Poolman, Jessy Rameik u. a., Regie: Walter Niklaus
- Hans Häußler: Sinkende Fackel mit Thomas Neumann, Gert Gütschow, Maria Alexander u. a., Regie: Klaus Zippel
- Nina Sadur: Rotes Paradies, mit Bärbel Röhl, Horst Lebinsky, Edwin Marian, Jürgen Holtz, Regie: Joachim Staritz, Koproduktion: Sachsen Radio/ SFB 1991
- Erich Loest: Ich habe noch nie Chapagner getrunken, mit Wolfgang Sörgel, Komposition: Reiner Bredemeyer, Regie: Klaus Zippel, Koproduktion: Sachsen Radio/ NDR 1991
- Wladimir Gubarew: Billard, Bearbeitung: Gerhard Rentzsch,  mit Dieter Mann, Dietrich Körner, Paul Dolf Neis, Matthias Hummitzsch u. a., Regie: Klaus Zippel
- Gerhard Pötzsch: Der war das ganz allein, mit Wolfgang Jacob, Hilmar Eichhorn, Hans-Joachim Hegewald, Regie: Joachim Staritz, Koproduktion: Sachsen Radio/ hr 1991

Hörspielserie (Auswahl)
- Joachim Brehmer: Deine Schwester – meine Frau, Familienserie in 20 Folgen à 30 min. mit Astrid Bless, Dieter Bellmann, Carina Wiese u. a., Komposition: Mario Peters, Regie: Klaus Zippel/ Dieter Bellmann, Sendung jeweils sonnabends 19.00 Uhr, Sachsen 2 sowie mittwochs 11.05 Uhr, Sachsen 2 (Wiederholung)
- E. Marlitt: Das Heideprinzesschen, (10 Folgen) Bearbeitung: Edine Priegnitz, mit Beate Kiesant, Carla Valerius, Gert Gütschow, Marylu Poolman u. a.,  Musik: Steffen Schleiermacher, Regie: Klaus Zippel
- Günter Spranger: Unter Schock/ Baranskis Mörder/ Lady Macbeth auf Sieg, drei Produktionen der Reihe Krimi am Freitag mit Werner Godemann, Bernd Stübner u. a., Regie: Günter Bormann/ Bert Bredemeyer
- Hartmut Mechtel/ Olaf R. Spittel/ Gert Prokop: Penny und Mark, Hörspielserie (3 Folgen) mit Marie-Anne Fliegel, Gert Gütschow, Fred-Arthur Geppert, Friedhelm Eberle u. a., Regie: Bert Bredemeyer

Kinderhörspiele (Auswahl)
- Aladin und die Wunderlampe, Bearbeitung: Andrea Czesienski, mit Ursula Sukup, Christine Hoppe, Wolfgang Winkler u. a., Komposition: Wolfram Bodag, Regie: Werner Buhss
- Antoine de Saint-Exupéry: Der kleine Prinz, Bearbeitung: Gisela Pankratz, Komposition: Jürgen Ecke, mit Beate Kiesant, Martin Seifert, Günther Grabbert, Walter Niklaus, Dieter Bellmann u. a., Regie: Horst Liepach
- Beate Morgenstern: Naschkatze mit Julia Rank, Michael Bärsch, Simone Solga, Carina Wiese, Regie: Christa Kowalski
- Gunter Preuß: Schulhofgespräche, Komposition: Torsten Ratheischak, mit Sebastian Fischer, Cornelia Kaupert, Rudolf Donath u. a. Regie: Wolfgang Rindfleisch
- Altes Testament: Bibelgeschichten (4 Folgen) mit Friedhelm Eberle, Günther Grabbert, Astrid Bless u. a., Komposition: Jürgen Ecke, Regie: Horst Liepach

Feature (Auswahl)
- Eckhard Bahr: Einsatz: Dresden Hauptbahnhof – Sieben Tage im Oktober 1989, Regie: Walter Niklaus, Ursendung: 4. Oktober 1990, 20.00 Uhr, Sachsen 2
- Harry Kampling: ...wegen Widerstandes pp. – Strafsache Brigitte Kampling, Regie: Klaus Zippel
- Roswitha Geppert: Das Lächeln kehrt zurück – Mütterschicksale, Regie: Horst Liepach
- Rosemarie Zeplin: Ein Holdes Liebkerlchen mit Heidemarie Theobald, Anna Magdalena Fitzi, Petra Kelling und Michael Thomas, Regie: Klaus Lindemann, Koproduktion: SFB/ Sachsen Radio
- Karl-Heinz Tesch: Wenn Du hier rauskommst, vergiß uns nicht! – Das 'gelbe Elend' in Bautzen, Regie: Karl-Heinz Tesch
- Rainer Schwochow: Eh ich krepiere, schreibe ich... – Arbeitslose suchen einen Ausweg, Regie: Rainer Schwochow
- Ingo Colbow: Randerscheinungen oder: Glauben Sie, dass es in Leipzig Obdachlose gibt?, Regie: Karl-Heinz Tesch
- Alexander Jesch: Das Geisterschloß im Vogtland – Alte und neue Erfahrungen mit einem Baudenkmal, Regie: Walter Niklaus
- Alfred Schrader: Frank der Maler oder Fortdauerndes Gespräch – Karriereknick: Versuchte Republikflucht Regie: Karl-Heinz Tesch
- Wolfram Nagel: Im Grenzland – Die Tage der deutschen Vereinigung im Frankenland, Regie: Hannelore Solter

Lesungen (Auswahl)
- Erich Loest: Durch die Erde ein Riss (40 Folgen) mit Kurt Böwe, Regie: Matthias Thalheim, Sendung jeweils sonntags 14.00 Uhr, Sachsen 2
- Heinrich Böll: Nicht nur zur Weihnachtszeit mit Eberhard Esche, Regie: Klaus Zippel